# 慈济文化出版社
慈濟文化出版社（靜思人文志業股份有限公司）為慈濟基金會所屬、設立於中華民國臺北市的出版社，係為達到慈濟基金會四大志業之一「人文志業」（文書傳道）而設立。主要發行證嚴法師著述的經典，以及慈濟基金會相關的叢書。

## 主要刊行書
- 『静思語』1-3 （释证严著）
- 『佛門大孝地蔵經』（释证严著）
- 『父母恩重難報經』（释证严著）

## 沿革
- 1990年10月，慈濟文化出版社立案設立。
- 1993年，「靜思文化股份有限公司」立案設立。
- 2005年，慈濟基金會四大志業之「文化志業」改稱「人文志業」，靜思文化隨之改為「靜思人文志業股份有限公司」。

## 所在地
中華民國臺北市忠孝東路三段217巷7弄19號

## 关联项目
- 大愛衛星電視